# Messerschmitt KR 200

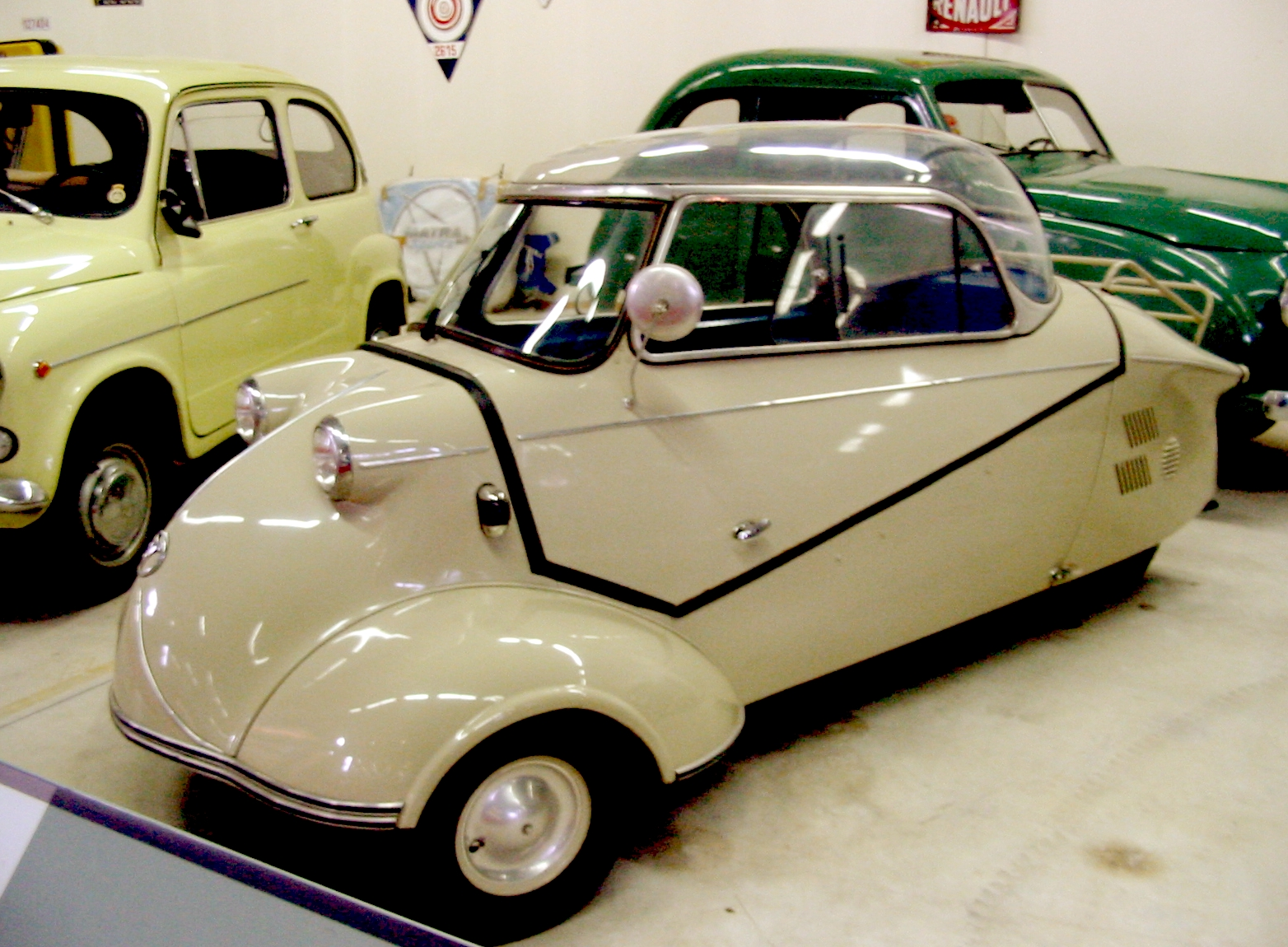
Messerschmitt KR 200

Messerschmitt KR 200 var en tysk trehjulig mikrobil som tillverkades mellan 1955 och 1964. Beteckningen KR stod för Kabinenroller, ungefär kabinskoter på svenska.
Efter två år upphörde tillverkningen hos Messerschmitt och togs över av Fritz Fend, mannen som konstruerat KR 200. Motorn var en 191 cc tvåtaktare från Sachs på 10 hk. Tack vare ett lågt luftmotstånd och låg vikt kunde man utlova en toppfart på 100 km/h. I bilen fick två vuxna (efter varandra) och ett barn plats. Det tillverkades även en modell utan den typiska ostkupan, en cabriolet med beteckningen 201. 

## I populärkultur
Stig Helmer Olsson i Lasse Åbergs Sällskapsresan-filmer kör en Messerschmitt.